# 旧皮蒂维耶
旧皮蒂维耶（法語：Pithiviers-le-Vieil，法語發音：[pitivje lə vjɛj]）是法国卢瓦雷省的一个市镇，位于该省北部，属于皮蒂维耶区。

## 地理
旧皮蒂维耶（48°9'45"N, 2°12'33"E）面积33.68 平方千米，位于法国中央-卢瓦尔河谷大区卢瓦雷省，该省份为法国中北部省份，北起埃松省，西北接厄尔-卢瓦省，西南接卢瓦-谢尔省，南至涅夫勒省和谢尔省，东临约讷省，东北接塞纳-马恩省。
与旧皮蒂维耶接壤的市镇（或旧市镇、城区）包括：昂让维尔、阿斯库、达东维尔、埃斯克雷讷、博斯地区格勒讷维尔、吉涅维尔、皮蒂韦赖地区茹伊、拉阿、马尔桑维利耶、皮蒂维耶。

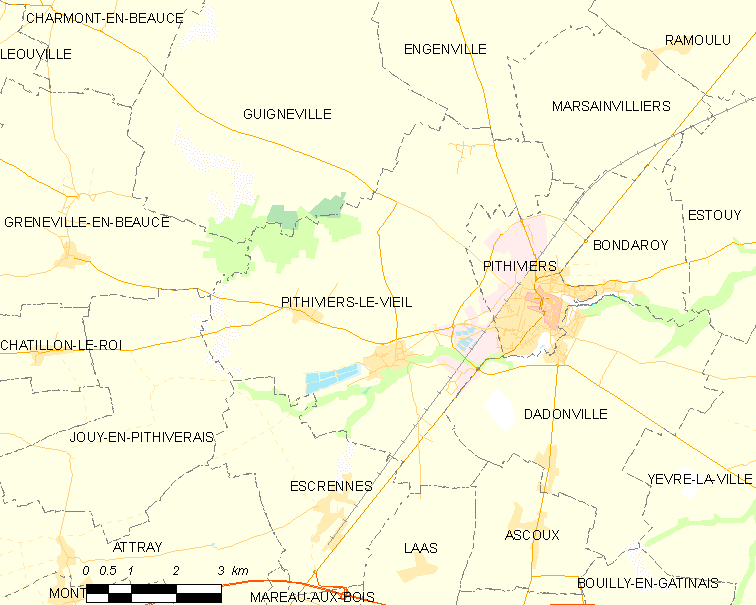
旧皮蒂维耶的OSM定位图

旧皮蒂维耶的时区为UTC+01:00、UTC+02:00（夏令时）。

## 行政
旧皮蒂维耶的邮政编码为45300，INSEE市镇编码为45253。

## 政治
旧皮蒂维耶所属的省级选区为皮蒂维耶县。

## 人口

1962-2008年间旧皮蒂维耶人口变化图示

旧皮蒂维耶于2022年1月1日时的人口数量为1729人。